# Carne de caza

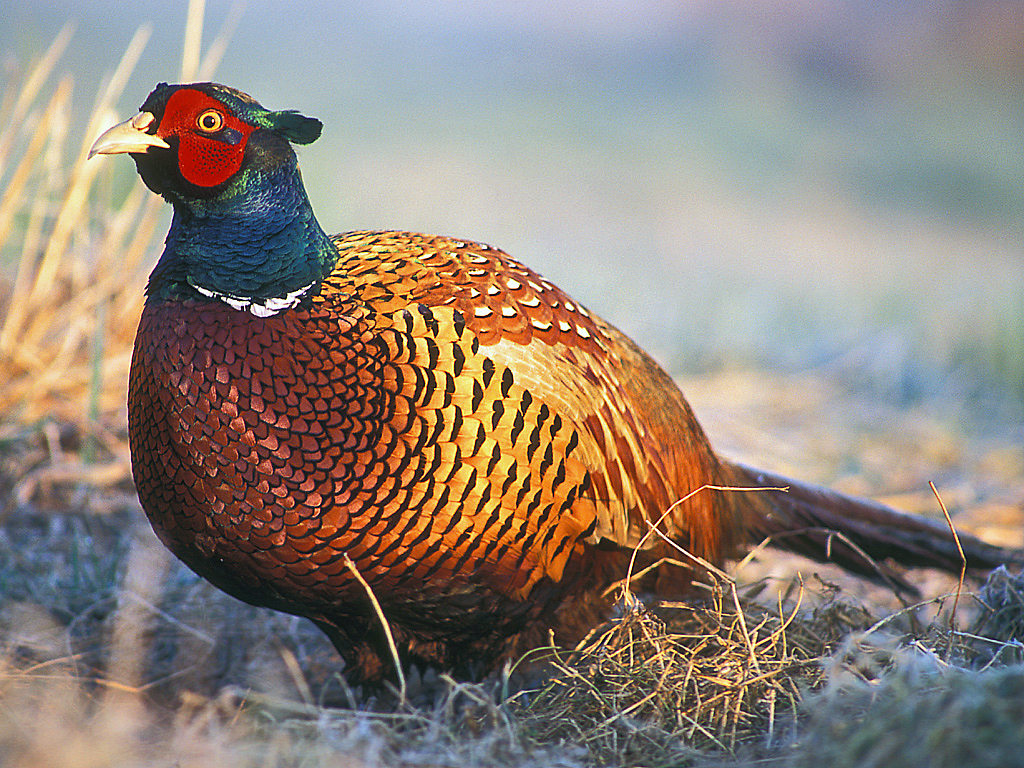
Faisán común, ampliamente introducido y cazado para consumo humano.

Se llama carne de caza, o a veces simplemente caza, a cualquier animal cazado para su consumo o no domesticado habitualmente. Estos animales también se cazan por deporte.
El tipo y variedad de animales cazados para su consumo varía en las distintas partes del mundo. Esto se debe a diferencias en el clima, la biodiversidad, los gustos locales y el punto de vista aceptado localmente sobre qué animales pueden o no cazarse legítimamente. A veces se hace también una distinción entre diferentes variedades y especies de un animal concreto, como es el caso del pavo salvaje o doméstico.

## Por región
En algunos países la carne está clasificado, incluyendo legalmente respecto a las licencias obligatorias, como caza menor o caza mayor. La menor incluye animales pequeños como conejos, faisanes, ratones, gansos o patos. Una sola licencia de caza menor puede cubrir todas las especies de caza menor y estar sujeta a cupos de caza anuales. La caza mayor incluye animales tales como ciervos, osos o alces, y está a menudo sujeta a licencias individuales, siendo exigibles licencias separadas para cada animal individual cobrado.

### África

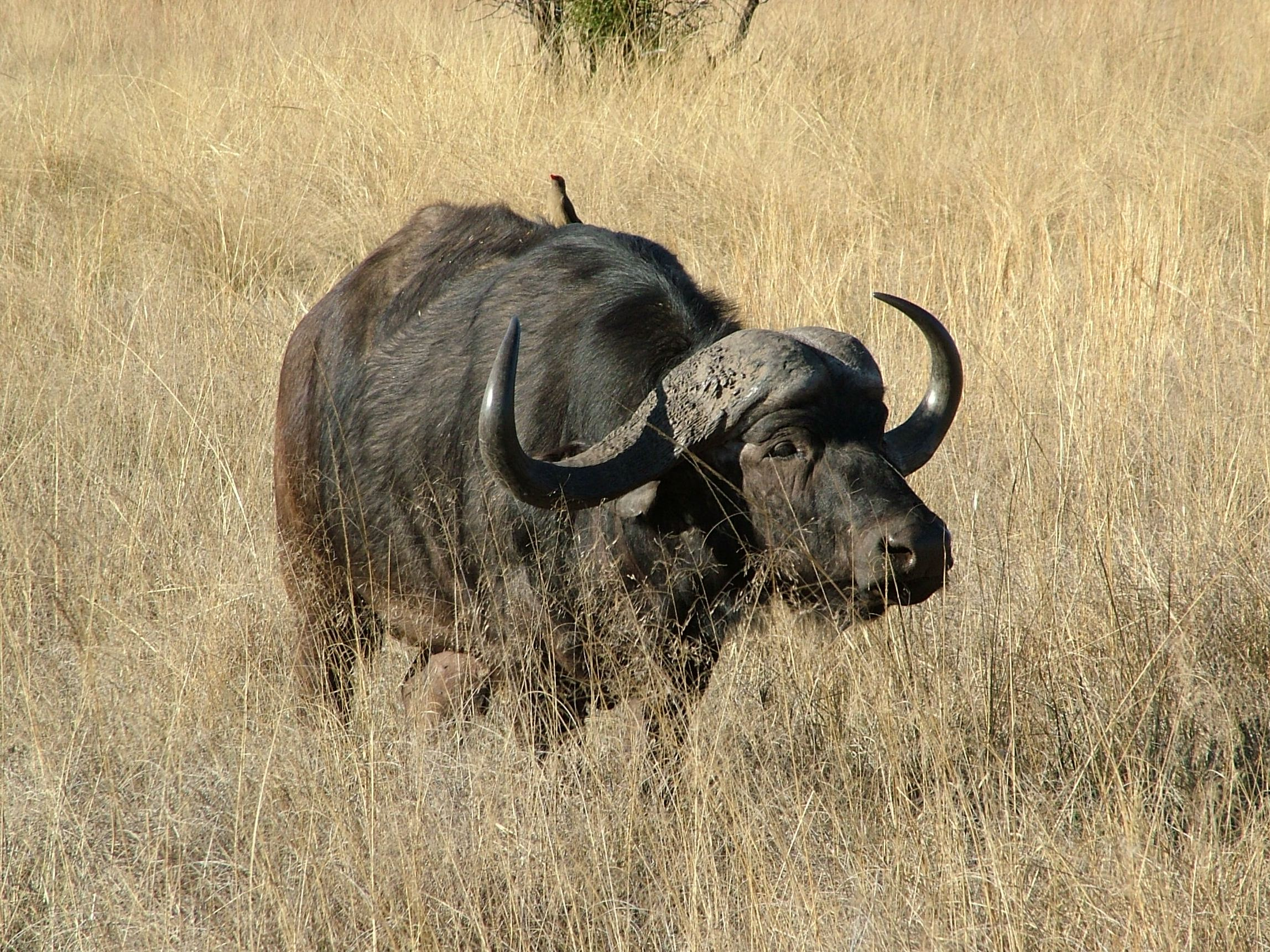
Un búfalo cafre.

En África los animales cazados para su consumo se denominan bushmeat (‘carne de arbusto’), formando parte de la economía (ya sea por consumo personal o venta a terceros) y estando regulados por ley (incluyendo la sobreexplotación y la exportación ilegal). Los animales cazados para comerlos incluyen:
- Varias especies de antílopes;
- Cefalofos;
- Varias especies de primates, como mandriles y gorilas;
- Roedores tales como el puercoespín y la rata de caña.

Algunos de estos animales son especies amenazadas o protegidas, siendo ilegal su caza.

### Australia
En Australia la carne de caza incluye: ciervos, patos, gansos urraca, conejos, jabalís, cabras bezoar, canguros, emús y también se incluyen animales que no son propio del territorio como caballos salvajes

### China
En la República Popular de China hay una categoría culinaria especial llamada ye wei, que incluye los animales salvajes.

### Norteamérica
En los Estados Unidos, México y Canadá el ciervo es la pieza más común de caza mayor. Otras especies cazadas son: el bisonte americano, la tortuga mordedora, la paloma, el pato, el uapití, la rana, el ganso, la marmota, el urogallo, el alce, la zarigüeya, la perdiz, el faisán, el berrendo, el conejo, el mapache, la ardilla, el pavo, el jabalí y la agachadiza.

### Reino Unido

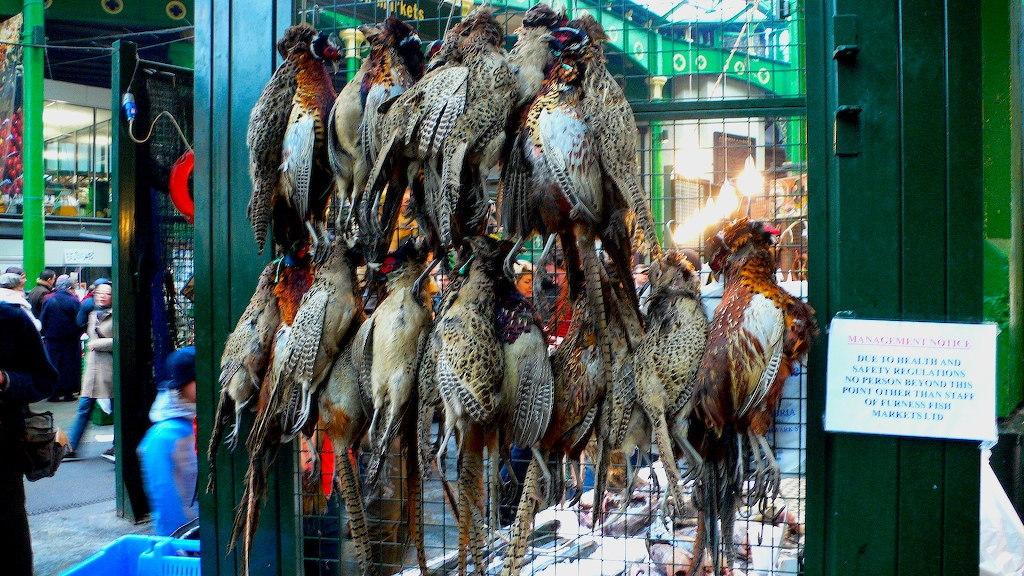
Aves de caza a la venta en el Mercado de Borough (Londres),.

En el Reino Unido la carne de caza está definida por ley por la Ley de Caza de 1831. Es ilegal cazar los domingos o de noche. Otros animales (aves no de caza) que se cazan para su consumo en ese país están especificados en la Ley de Fauna y Campo de 1981. La legislación británica define como caza: el gallo lira, el lagópodo escocés, la liebre europea, la perdiz nival, la perdiz pardilla (y la perdiz roja) y el faisán común. El ciervo no está incluido en la definición, pero controles parecidos a los de la Ley de Caza se aplican a él (de la Ley del Ciervo de 1991). Los ciervos cazados en el Reino Unido son: el venado o ciervo rojo, el corzo, el gamo europeo, el ciervo sica, el muntíaco, el venado acuático chino e híbridos de los anteriores.
Otros animales cazados en el país son:
- Patos, incluyendo el azulón, el porrón moñudo, la cerceta, el ánade rabudo y el porrón común;
- Gansos, incluyendo el ganso común, el ganso de Canadá, el ánsar piquicorto y en Inglaterra y Gales el ánsar careto;
- Palomas torcaces;
- Becadas;
- Agachadizas;
- Conejos;
- Chorlitos dorados europeos.

El urogallo no se caza actualmente debido al reciente declive en su número y a los proyectos de conservación en pro de su recuperación. La veda suele considerarse voluntaria en terrenos privados, y pocos ejemplares viven en cualquier caso fuera de los terrenos de la Royal Society for the Protection of Birds y la Forestry Commission.

### Islandia
En Islandia se cazan: renos, perdices nivales (que son un popular plato navideño en el país), álcidos y gansos.

### Países nórdicos
La caza en Noruega, Suecia y Finlandia incluye:
- Alces, siendo la temporada de caza en octubre casi un pasatiempo nacional;
- Ciervos;
- Jabalís en el sur de Suecia. Cazados hasta su extinción en el pasado, fueron reintroducidos a finales del siglo XX y actualmente son considerados una plaga por los granjeros.

## Preparación
Una vez cazado el animal, la carne debe prepararse. El método concreto varía con la especie y el tamaño. La caza menor y las aves simplemente pueden llevarse a casa para ser despiezadas. La caza mayor suele prepararse sobre el terreno, eviscerándola rápidamente, mientras los animales muy grandes, como el alce americano, puede despiezarse parcialmente en el sitio por la dificultad de trasladarlos enteros. En temporada es frecuente que la carne de caza se procese y distribuya comercialmente, encontrándose incluso en supermercados.
Algunos creen que la carne sabe mejor y está más tierna si se cuelga y se deja madurar unos días antes de prepararse, pero esto aumenta el riesgo de contaminación. La caza menor puede prepararse prácticamente entera: tras destriparlos y despellejarlos o desplumarlos, los animales pequeños están listos para ser cocinados. La caza mayor debe prepararse mediante técnicas habitualmente practicadas por carniceros profesionales.

## Cocinado
Generalmente la carne de caza se cocina de las mismas formas que la carne de granja. Debido a que suele ser más magra que esta, existe el riesgo de cocinarla en exceso. A veces se hace a la plancha o se cocina más tiempo o se cuece a fuego lento o empleando métodos que conserven la humedad, ya que tiende a ser más dura que la de granja. Otros métodos para ablandarla incluyen el marinado (como en el caso del hasenpfeffer), su empleo en pasteles de caza o en estofados (como el burgoo). Tradicionalmente, la carne de caza solía colgarse por algunos días hasta que se acercaba el punto de descomposición, de forma que estuviera blanda (faisandage).